# Udaipurwati
Udaipurwati è una suddivisione dell'India, classificata come municipality, di 27 831 abitanti, situata nel distretto di Jhunjhunu, nello stato federato del Rajasthan. In base al numero di abitanti la città rientra nella classe III (da 20 000 a 49 999 persone).

## Geografia fisica
La città è situata a 27° 45' 16 N e 75° 28' 03 E.

## Società

### Evoluzione demografica
Al censimento del 2001 la popolazione di Udaipurwati assommava a 27 831 persone, delle quali 14 553 maschi e 13 278 femmine. I bambini di età inferiore o uguale ai sei anni assommavano a 5 204, dei quali 2 791 maschi e 2 413 femmine. Infine, coloro che erano in grado di saper almeno leggere e scrivere erano 15 681, dei quali 9 997 maschi e 5 684 femmine.